# Hemelytroblatta roseni
Hemelytroblatta roseni är en kackerlacksart som först beskrevs av Brancsik 1898.  Hemelytroblatta roseni ingår i släktet Hemelytroblatta och familjen Polyphagidae. Inga underarter finns listade i Catalogue of Life.